# Tichoretschenskoje
Tichoretschenskoje (russisch Тихореченское, deutsch Linkau) Ist ein Ort in der russischen Oblast Kaliningrad. Er gehört zum Stadtkreis Baltijsk.

## Geographische Lage
Tichoretschenskoje liegt im südwestlichen Samland, 28 Kilometer westlich der Oblasthauptstadt  Kaliningrad (Königsberg) und neun Kilometer nordöstlich der früheren Kreisstadt Primorsk (Fischhausen). Durch den Ort verläuft die Kommunalstraße 27K-255 von Doroschnoje (Kaspershöfen) an der Regionalstraße 27A-016 (ex A193) über Zwetnoje (Kallen) und Niwy (Kompehnen) nach Kruglowo (Polennen) an der Regionalstraße 27A-013 (ex A192). Eine Bahnanbindung besteht nicht mehr. Bis 1945 war Kallen (Zwetnoje) der nächste Haltepunkt an der Bahnstrecke Fischhausen–Marienhof der Fischhausener Kreisbahn.

## Geschichte
Das bis 1946 Linkau genannte Dorf wurde im Jahre 1354 gegründet. Im Jahre 1874 wurde die Ortschaft Adlig Linkau in den neu gebildeten Amtsbezirk Gauten (heute russisch: Putilowo) übernommen. Dieser gehörte zum Landkreis Fischhausen im Regierungsbezirk Königsberg der preußischen Provinz Ostpreußen. Am 6. Juni 1899 wurde die Entscheidung getroffen, dass die Ortschaft Adlig Linkau als Gutsbezirk anzusehen ist. Im Jahre 1910 lebten hier 82 Einwohner.
Am 30. September 1928 gab Linkau seine Eigenständigkeit bereits wieder auf und schloss sich mit den Nachbarorten Bohnau (russisch: Semljanitschnoje, nicht mehr existent), Gauten (Putilowo), Godnicken (Tschechowo, nicht mehr existent), Korjeiten (Putilowo) und Polennen (Kruglowo) zur neuen Landgemeinde Godnicken zusammen. Am 18. Mai 1930 wurde der Amtsbezirk Gauten in „Amtsbezirk Godnicken“ umbenannt und trat 1939 dem Landkreis Samland bei.
Als Folge des Krieges kam Linkau 1945 mit dem nördlichen Ostpreußen zur Sowjetunion. Im Jahr 1947 erhielt der Ort die russische Bezeichnung Tichoretschenskoje und wurde gleichzeitig dem Dorfsowjet Logwinski selski Sowet im Rajon Primorsk zugeordnet. Im Jahr 1950 gelangte der Ort in den Zwetnowski selski sowet und 1959 dann in den Powarowski selski Sowet. Vermutlich 1994 wurde Tichoretschenskoje dem Stadtkreis Baltijsk zugeordnet. Von 2008 bis 2018 gehörte der Ort zur Landgemeinde Selskoje posselenije Diwnoje im Rajon Baltijsk und seither (wieder) zum Stadtkreis Baltijsk.

## Kirche
Bis 1945 war Linkau mit seiner fast ausnahmslos evangelischen Bevölkerung in das Kirchspiel der Pfarrkirche in Germau (heute russisch: Russkoje) eingegliedert. Es gehörte zum Kirchenkreis Fischhausen (Primorsk) innerhalb der Kirchenprovinz Ostpreußen der Kirche der Altpreußischen Union. Heute liegt Tichoretschenskoje im Einzugsbereich der evangelisch-lutherischen Auferstehungskirche in Kaliningrad (Königsberg) in der Propstei Kaliningrad der Evangelisch-lutherischen Kirche Europäisches Russland.